# 나성동도서관
나성동도서관은 세종특별자치시에 있는 시립 도서관이다.

## 연혁
- 2023년 3월 30일 나성동도서관 개관

## 조직

### 시설 안내
- 지하1층 : 지하주차장, 기계실, 전기실
- 2층 : 다목적강당, 유아자료실, 어린이자료실
- 3층.4층 : 일반자료실, 디지털자료실